# Antoni Piotrowski (fotograf)
Antoni Piotrowski (Adam Leon) (ur. 1 października 1865 w Biekierzu Nawojewskim pow. Piotrków Trybunalski, zm. 2 marca 1928 w Radogoszczu (obecnie dzielnica Łodzi) – urzędnik magistracki: pisarz pism urzędowych, a około 1903 r. sekretarz w łódzkim magistracie. Założyciel zakładu fotograficznego w Łodzi czynnego od 1893 r. do ok. 1934 r.

## Biogram
Syn Wawrzyńca i Józefy z Tamborskich, żonaty z Marią Piotrowicz, (ur. 1863 w Woli Zycimskiej – zm. 26 września 1911 w Łodzi, córką Franciszka Bronisława i Marii z Szałowskich).
Zakład fotograficzny został założony na podstawie zezwolenia wydanego przez władze gubernialne w Piotrkowie Tryb. 23 kwietnia 1893 r. na imię jego żony Marii z Piotrowiczów. Lokal na III piętrze istniejącej do dziś kamienicy przy Nowym Rynku 6 (obecnie Plac Wolności) poprzedni właściciel (Ludwik Zoner) przystosował dla potrzeb fotografii.
Zakład fotograficzny prowadziła jego żona wraz ze swoimi braćmi – fotografami. Oprócz zdjęć portretowych w atelier fotografowali budynki Łodzi i rejestrowali odbywające się w mieście imprezy, o których  donosiła miejscowa prasa. Według ówczesnej prasy zakład zmieniał właścicieli, ale byli to członkowie rodzin Piotrowskich i Piotrowiczów. Brak dokumentów nie pozwala na dokładne prześledzenie owych zmian.
16 grudnia 1898 złożył w Urzędzie Gubernialnym w Piotrkowie podanie o wydanie pozwolenia na prowadzenie przez swoją żonę Marię zakładu fotograficznego, dotąd należącego do jej brata Stanisława Z. Piotrowicza, w którym dotychczas pracowała jako fotograf, a całe wyposażenie zakładu stanowiło jej własność. Władze w Piotrkowie podejrzewały ich o ukrywanie rzeczywistego stanu i zażądały od prezydenta miasta informacji. Ten wyjaśnił, że Antoni Piotrowski pracuje w magistracie pisząc dla petentów pisma i nie ma nic wspólnego z fotografią. Władze zwlekały z wydaniem koncesji, i dopiero ponowne podanie, złożone 5 czerwca 1899 r. spowodowało wydanie zezwolenia 12 czerwca 1899. Zmiany własnościowe spowodowały wydanie 5 października 1899 kolejnego zezwolenia dla małżonków Piotrowskich. Byli właścicielami zakładu gdy zarząd nad nim 16 listopada 1900 r. objął brat Marii – fotograf Władysław Kazimierz Piotrowicz. 1 kwietnia 1903 r. zakład został aktem notarialnym wydzierżawiony drugiemu bratu żony Stanisławowi Zygmuntowi Piotrowiczowi, który przed 1898 r. miał zakład fotograficzny w Łodzi przy Piotrkowskiej 103 i filię w Pabianicach w „Hotelu Budzyńskiego”. Już przed 1903 r. kierował on zakładem Piotrowskich.
Jak donosiła prasa był też wówczas współpracownikiem zakładów Angerera i Pitznera w Wiedniu oraz Maye w Peszcie (obecnie Budapeszcie).
Firma „A. Piotrowski” w 1909 r. zatrudniała 8 pracowników, uzyskując roczny obrót 14 000 rubli. W spisie inwentarza sporządzonym w 1905 r. jako właścicielka firmy była wykazana Maria Piotrowska. Pomimo poszukiwań nie udało się odszukać spisu wyposażenia pracowni, jaki powinien być sporządzony na życzenie władz skarbowych po śmierci fotografa.
Zakład przy Nowym Rynku 6 nosił dla odróżnienia od firmy przy Dzielnej 13 – nazwę „A. Piotrowski” lub „Piotrowski”. W 1924 r. obchodzono 30 rocznicę założenia firmy. Około 1934 r. zakład przejął Feliks Buchcar.
W 1912 r. ukazała się seria drukowanych pocztówek z widokami miasta sygnowana „A. Piotrowski”. Opis poczekalni przed atelier: „Zachowane zdjęcie przedstawiające wnętrze salonu – poczekalni w zakładzie Piotrowicza z około 1910 r. przedstawia duży pokój z fotelami i kozetkami na którego ścianach są widoczne liczne wielkoformatowe fotografie w ozdobnych ramkach i mniejsze w ramach opartych o malarskie stelaże. W głębi za drzwiami widoczna jest altana ze stojącym na statywie aparatem. Obok atelier, względnie na innej kondygnacji znajdowała się pracownia z magazynem materiałów fotograficznych”.

## Informacje reklamowe z epoki
- „Zakład fotograficzny St. Piotrowicz w Łodzi Nowy Rynek 6 dom Meyera. Zdjęcia momentalne (instantanee). Wykonanie artystycznie. Zdejmuje wszelkiego rodzaju widoki. Portrety naturalnej wielkości ze starych fotografii po rs. 12 sztuka”[3]
- „Zakład fotograficzny pod firmą "Piotrowski" Nowy Rynek 6 do tuzina fotografii gabinetowych za rb 11 dodaje darmo portret dużych rozmiarów”[4]
- „Zakład fotograficzny p. A. Piotrowski w Łodzi Nowy Rynek 6 urządzony elegancko. Zdjęcia sposobem momentalnym (instantaee). Wykończenie artystyczne. Aparaty najnowszej konstrukcji. Portrety różnej wielkości. Portrety naturalnej wielkości od rb. 4, z ramą od rb. 10. Olejno malowane po rb. 35. Zdejmuje wszelkiego rodzaju widoki. Ceny dla wszystkich przystępne. Otwarty codziennie od 9 rano do 6 po południu. Niepogoda nie robi różnicy w zdjęciach”[5].

## Znane prace fotograficzne sygnowane A. Piotrowski lub Piotrowski
- tableau: „Chór przy kościele pw. św. Józefa” sygn. Piotrowicz 1896 (najstarsze ze znanych) wł. Muzeum Miasta Łodzi (MMŁ);
- ”Komitet domu dla obłąkanych w Kochanówce w 1902”,
- ”Rocznica fabryki” sygn. "Antoni Piotrowski 1907 r." wł. Centralne Muzeum Włókiennictwa (CMW) w Łodzi;
- zdjęcia na wystawie kwiatów w 1908 r.
- ”Album Widoków Wystawy Częstochowskiej, Łódź 1909”;
- tableau sygn. "Bracia Piotrowicz 1912" wł. MMŁ;
- tableau z 1919 z dekoracją plastyczną S. Milleta, wł. Muzeum Tradycji Niepodległościowych w Łodzi (MTN);
- ”Szkoła Handlowa Kupiectwa w Łodzi 1915 – 1925” sygn. A. Piotrowski, wł. Muzeum Oświaty Ziemi Łódzkiej w Łodzi;